# Ithomia pumensis
Ithomia pumensis är en fjärilsart som beskrevs av Tryon Reakirt 1865. Ithomia pumensis ingår i släktet Ithomia och familjen praktfjärilar. Inga underarter finns listade i Catalogue of Life.